# 산호세 (캘리포니아주)

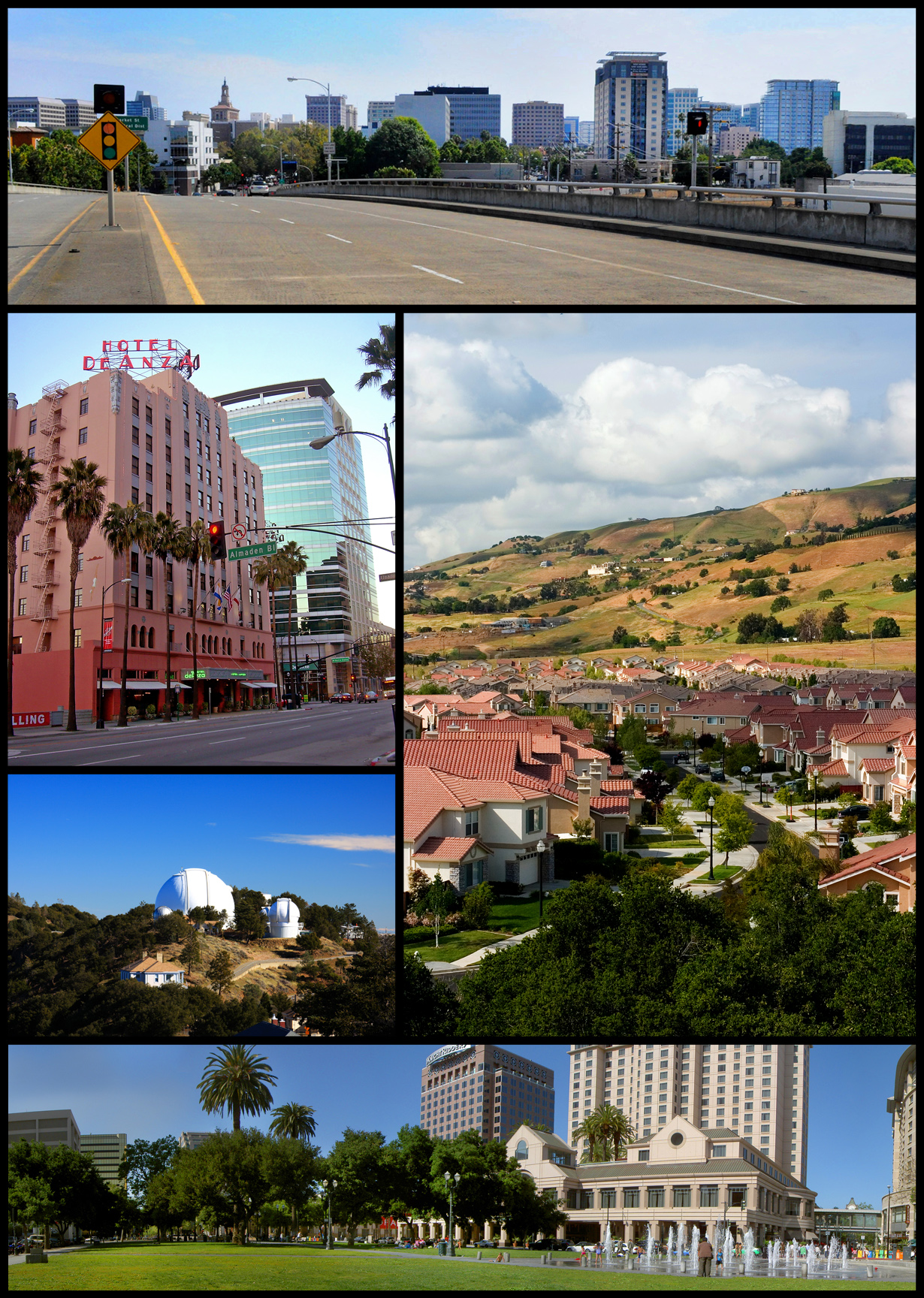

산호세(스페인어: San José) 또는 샌호제이(영어: San Jose)는 미국 캘리포니아주의 도시이다. 샌호세 또는 새너제이라고 불리기도 한다. 캘리포니아주에서는 세 번째로 큰 도시이며, 미국에서는 열 번째로 큰 도시이다. 실리콘밸리 지역에서 가장 큰 도시이다. 샌타클래라군의 군청 소재지이기도 하다. 샌프란시스코만의 남부 내륙에 위치한다.

## 어원
산호세는 스페인어로 성 요셉이라는 뜻이다.

## 지명 표기
한편 한국어 표기에 관하여 국립국어원은 제10차 외래어 심의회 (1996. 3. 22.)에서 San Jose의 표준 표기를 '새너제이'로 변경하였다. (국립국어원 외래어 표기법 용례찾기 검색 결과) 신문, 방송 등 언론에서는 국립국어원 표준에 따라 '새너제이'로 표기하고 있으나, 현지 교민들 사이에서나 일상생활에서는 여전히 스페인어식 표기인 '산호세'가 주로 통용되고 있다. 미국 현지의 대표 발음은 /ˌsæn hoʊˈzeɪ/로, 한글로 표현하면 '샌호제이'에 가깝다. 현지 발음과 통용 표기, 국립국어원 표준이 모두 서로 달라, 한글 표기가 통일되지 않고 있다. 외래어 표기법 제3장 제1절 제10항은 "따로 설 수 있는 말의 합성으로 이루어진 복합어는 그것을 구성하고 있는 말이 단독으로 쓰일 때의 표기대로 적"어야 하며, "원어에서 띄어 쓴 말은 띄어 쓴 대로 한글 표기를 하되, 붙여 쓸 수도 있다"고 규정하고 있다. 이 원칙에 따르자면 먼저 San과 Jose가 각각 단독으로 쓰일 때의 표기대로 적은 후 이를 합쳐야 바른 표기가 된다. 2013년 4월 24일 제108차 정부·언론외래어심의공동위원회에서 국립국어원은 '샌호제이'라는 수정 표기안을 제안하였으나, '새너제이'가 이미 정착 단계라는 언론인들의 반대로 통과되지 못하였다.

## 역사
1777년 11월 29일 스페인의 식민지로 시작되어, 스페인 군대를 지원하기 위한 농업 지역 역할을 하였다. 멕시코에 속해 있다가 캘리포니아 지역이 미국의 주가 된 후 최초의 캘리포니아 주도가 되었다. 그 후 새롭게 발전하는 항구도시 샌프란시스코 배후지의 비옥한 농업지대 중심지로 발전하였다. 주로 농업 관련 산업이 이루어졌으나, 제2차 세계대전 이후 자동차와 항공기 관련 공업이 발전하면서 인구가 크게 늘어났고, 20세기 후반부터는 인근에 컴퓨터와 관련된 산업이 들어서면서 실리콘 밸리로 불리는 지역의 중심지가 되면서 더욱 성장하였다. 최근에는 샌프란시스코보다 더 인구가 많아졌고, 샌프란시스코 대도시권 남부의 최대 중심지이며 캘리포니아 주에서 로스앤젤레스·샌디에이고 다음으로 세 번째로 인구가 많은 도시이자, 미국에서 10번째로 인구가 많은 도시로 성장하였다. 2010년 인구는 945,942명이다. 면적은 466.109km2다.

## 스포츠
산호세를 연고로 하는 프로 스포츠팀은 NHL 아이스하키의 산호세 샤크스, 메이저 리그 축구의 산호세 어스퀘이크스가 있다.

## 인구
| 인구조사              | 인구      | Note  | %±     |
| --------------------- | --------- | ----- | ------ |
| 1870년                | 9,089     |       | —      |
| 1880년                | 12,567    |       | 38.3%  |
| 1890년                | 18,060    |       | 43.7%  |
| 1900년                | 21,500    |       | 19.0%  |
| 1910년                | 28,946    |       | 34.6%  |
| 1920년                | 39,642    |       | 37.0%  |
| 1930년                | 57,651    |       | 45.4%  |
| 1940년                | 68,457    |       | 18.7%  |
| 1950년                | 95,280    |       | 39.2%  |
| 1960년                | 204,196   |       | 114.3% |
| 1970년                | 459,913   |       | 125.2% |
| 1980년                | 629,400   |       | 36.9%  |
| 1990년                | 782,248   |       | 24.3%  |
| 2000년                | 894,943   |       | 14.4%  |
| 2010년                | 945,942   |       | 5.7%   |
| 2017 (추산)           | 1,035,317 | [ 5 ] | 9.4%   |
| U.S. Decennial Census |           |       |        |

2014년에 미국 인구조사국에서 새로운 인구 추산치가 공개되었다. 총 인구는 1,015,785명이며, 산호세는 현재 10번째로 인구가 많은 도시임에도 미국에서 11번째로 100만 단위를 기록하였다.
| 인종            | 2010  | 1990  | 1970  | 1940  |
| --------------- | ----- | ----- | ----- | ----- |
| 백인            | 42.8% | 62.8% | 93.6% | 98.5% |
| —비히스패닉계   | 28.7% | 49.6% | 75.7% | n/a   |
| 흑인            | 3.2%  | 4.7%  | 2.5%  | 0.4%  |
| 히스패닉/라틴계 | 33.2% | 26.6% | 19.1% | n/a   |
| 아시아계        | 32.0% | 19.5% | 2.7%  | 1.1%  |
| 기타 인종       | 15.7% | 12.3% | 0.8%  | (X)   |
| 다인종          | 5.0%  | n/a   | n/a   | n/a   |

## 기후
| 산호세의 기후                                                    | 산호세의 기후 | 산호세의 기후 | 산호세의 기후 | 산호세의 기후 | 산호세의 기후 | 산호세의 기후 | 산호세의 기후 | 산호세의 기후 | 산호세의 기후 | 산호세의 기후 | 산호세의 기후 | 산호세의 기후 | 산호세의 기후 |
| 월                                                               | 1월           | 2월           | 3월           | 4월           | 5월           | 6월           | 7월           | 8월           | 9월           | 10월          | 11월          | 12월          | 연간          |
| ---------------------------------------------------------------- | ------------- | ------------- | ------------- | ------------- | ------------- | ------------- | ------------- | ------------- | ------------- | ------------- | ------------- | ------------- | ------------- |
| 역대 최고 기온 °C (°F)                                           | 26 (79)       | 27 (81)       | 32 (89)       | 35 (95)       | 39 (102)      | 42 (107)      | 42 (108)      | 41 (105)      | 44 (112)      | 38 (101)      | 29 (85)       | 26 (79)       | 44 (112)      |
| 일평균 최고 기온 °C (°F)                                         | 15.0 (59.0)   | 17.1 (62.8)   | 19.1 (66.4)   | 21.1 (70.0)   | 23.8 (74.9)   | 26.7 (80.1)   | 27.9 (82.2)   | 28.2 (82.7)   | 27.4 (81.4)   | 23.7 (74.6)   | 18.3 (65.0)   | 14.9 (58.8)   | 21.9 (71.5)   |
| 일일 평균 기온 °C (°F)                                           | 10.6 (51.1)   | 12.3 (54.1)   | 13.9 (57.0)   | 15.5 (59.9)   | 17.8 (64.1)   | 20.3 (68.5)   | 21.4 (70.6)   | 21.8 (71.2)   | 21.0 (69.8)   | 17.9 (64.2)   | 13.4 (56.1)   | 10.4 (50.8)   | 16.3 (61.4)   |
| 일평균 최저 기온 °C (°F)                                         | 6.3 (43.3)    | 7.4 (45.4)    | 8.7 (47.6)    | 9.9 (49.8)    | 11.8 (53.3)   | 13.9 (57.0)   | 15.1 (59.1)   | 15.4 (59.8)   | 14.6 (58.2)   | 12.1 (53.8)   | 8.4 (47.2)    | 6.0 (42.8)    | 10.8 (51.4)   |
| 역대 최저 기온 °C (°F)                                           | −8 (18)       | −4 (24)       | −4 (25)       | −3 (26)       | 0 (32)        | 1 (33)        | 4 (40)        | 4 (39)        | 2 (35)        | −1 (30)       | −6 (21)       | −7 (19)       | −8 (18)       |
| 평균 강우량 mm (인치)                                            | 75 (2.97)     | 82 (3.24)     | 67 (2.64)     | 31 (1.24)     | 14 (0.54)     | 4.3 (0.17)    | 0.25 (0.01)   | 0.76 (0.03)   | 1.8 (0.07)    | 20 (0.80)     | 35 (1.36)     | 78 (3.07)     | 410 (16.14)   |
| 평균 강우일수 (≥ 0.01 인치)                                      | 10.2          | 11.5          | 9.3           | 6.4           | 4.0           | 1.2           | 0.2           | 0.4           | 0.9           | 2.7           | 6.9           | 10.7          | 64.4          |
| 출처: 미국 해양대기청 (평년값: 1991년~2020년, 극값: 1893년~현재) |               |               |               |               |               |               |               |               |               |               |               |               |               |

## 자매 도시
- 오카야마시 (1957년)
- 베라크루스 (1975년)
- 타이난시 (1977년)
- 더블린 (1986년)
- 예카테린부르크 (1992년)
- 칸푸르 (1992년)
- 부산광역시 부산진구 (1992년)

## 사진

산호세의 위치
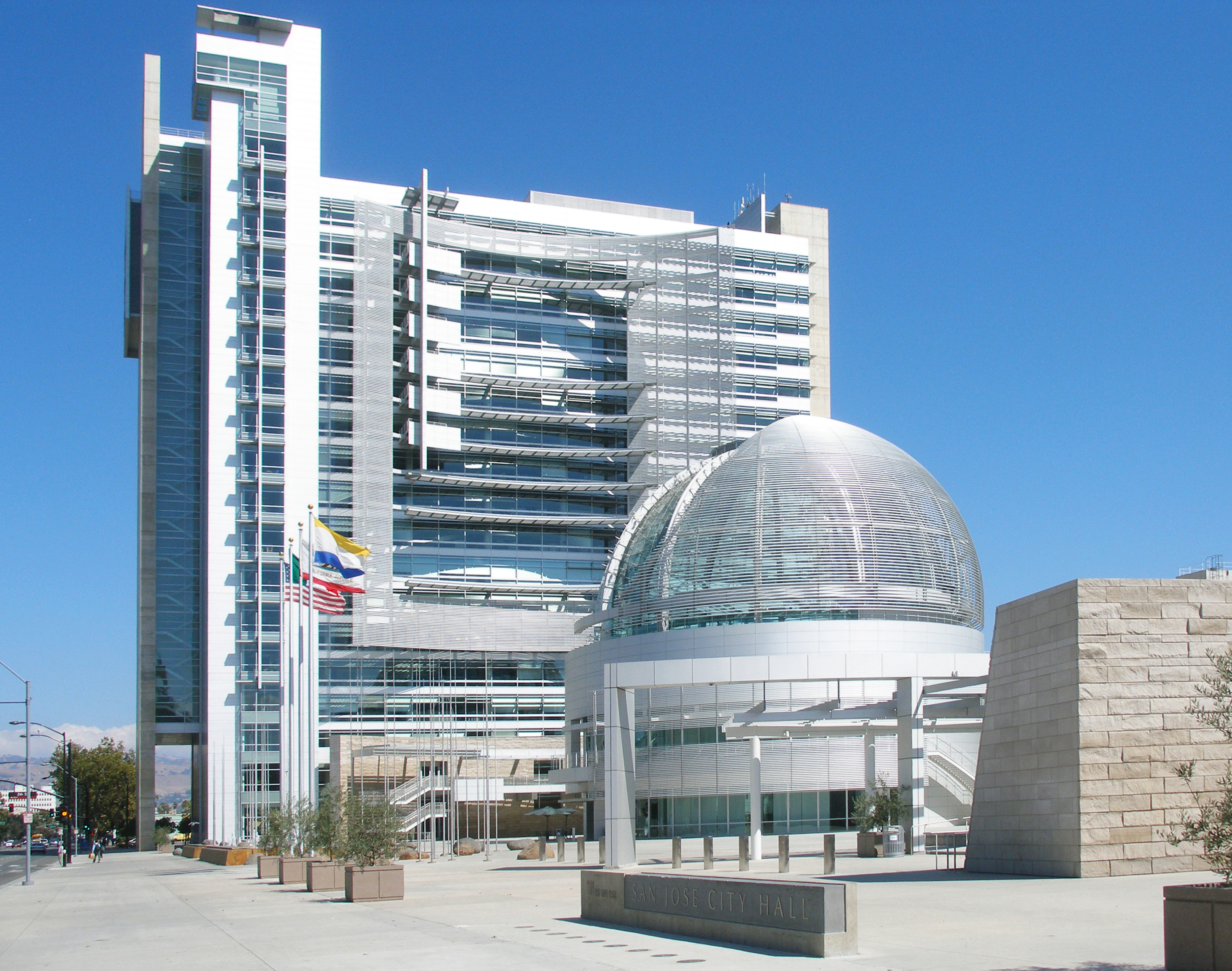
시청

## 출신
- 스티브 워즈니악